# Driopea luteolineata
Driopea luteolineata là một loài bọ cánh cứng trong họ Cerambycidae.